# Ole Tobias Olsen
Ole Tobias Olsen (født 18. august 1830 på gården Bjøllånes i bygden Storvoll i Dunderlandsdalen, død 6. juli 1924 i Oslo), var en norsk skolemand, fotograf, salmedigter, folkemindesamler, organist, præst, borgmester og ingeniør. Han blev kendt som "Nordlandsbanens far".
Han var søn af bonden Ole Pedersen Bjellånes (1774–1849) og Milda Nilsdotter (1800–78). I 1877 giftede han sig med Christine Bernhardine Dahl (1855–1910) og fik ti børn, deriblandt OL-skytten Ole Tobias Olsen (1878–1940) der var borgmester i Mosjøen, zoologen Ørjan Olsen (1885–1972) og geologen Anders K. Orvin (1889–1980).

## Karriere
Efter at være blevet uddannet arbejdede Olsen som lærer ved Tromsø Seminarium 1851, derefter i Hadsel og Oslo i 1855, hvor han blev en ivrig talsmand for Nord-Norge og var med til at stifte Nordlændingernes Forening i 1862, sammen med blandt andet Elias Blix. Som ingeniør stod han for et patent på blåkopiering. Han udviklede ideen om Nordlandsbanen op til Røsvik, samt ruten Mo i Rana-Haparanda-Sankt Petersborg-Beijing i 1881–1882.
Han fik et stipendium til at indsamle eventyr, sagn og folkeviser fra Rana, især fra Dunderlandsdalen, i 1870. Længe efter hans død blev de udgivet i bogen Folketonar frå Nordland (1982) samt indspillet på cd'en Folketoner fra Helgeland af Helgeland kammerkor, (2005). I Dunderlandsdalen opdagede han desuden visse forekomster af mineraler, der senere blev udvundet af Rana Gruber. Han var sognepræst og borgmester i Hattfjelldal 1883–1904. Efterfølgende flyttede han til Oslo, hvor han boede fra 1905 til sin død. Han var kendt som grundtvigianer.
Rana Blad kårede han som "Århundredets ranværing" i 2000. Der er opsat buster af ham ved fødegården Bjøllånes i Dunderlandsdalen, ved Mo i Rana Station på Nordlandsbanen og ved Hattfjelldal kirke.

## Fra Olsens billedsamling
- Vaterlands bro fotograferet 26. juni 1865
- Festningsplassen og Gamle Logen fotograferet mellem 1863 og 1883.
- Nylands verksted
- Bentse Brug mellem 1863 og 1883.